# Buried Secrets
Buried Secrets is een televisiefilm uit 1996 onder regie van Michael Toshiyuki Uno.
De film gaat over Annalisse, een jonge vrouw die lastig wordt gevallen door de geest van een jong meisje. Zij heeft Annalisse nodig om de oorzaak van de dood van haar moeder op te helderen. Hoewel is vastgesteld dat ze overleden is na een val van een hoge rots, is de geest ervan overtuigd dat het werkelijk om moord gaat.

## Cast
| Acteur                 | Personage        |
| ---------------------- | ---------------- |
| Tiffani-Amber Thiessen | Annalisse Vellum |
| Tim Matheson           | Clay Roff        |
| Melinda Culea          | Laura Vellum     |
| Erika Flores           | Mary Roff        |
| Kelly Rutherford       | Danielle Roff    |
| Channon Roe            | Johnny Toussard  |
| Lori Haller            | Cynthia          |
| Nicky Guadagni         | Librarian        |
| Elizabeth Horton       | Heather Roff     |
| Shelley Cook           | Ann Roff         |
| Arlene Meadows         | Nurse Raskin     |